# Sari van Veenendaal
Sari van Veenendaal, RON (1990. április 3. –) Európa-bajnok és világbajnoki ezüstérmes holland női válogatott labdarúgó. A holland PSV Eindhoven kapusa.

## Pályafutása

### Klubcsapatokban
2020. május 15-én egyéves szerződést kötött a PSV Eindhoven együttesével.

## Sikerei

### Klubcsapatokban
Belga-Holland bajnok (2):
- FC Twente (2): 2012–13, 2013–14

 Holland bajnok (4):
- FC Twente (4): 2010–11, 2012–13*, 2013–14*, 2014–15*,[3] 2015–16

 Holland kupagyőztes (2):
- Utrecht (1): 2010
- FC Twente (1): 2015

 Angol kupagyőztes (1):
- Arsenal (1): 2015–16

 Angol ligakupa győztes (2):
- Arsenal (2): 2015, 2017–18

### A válogatottban
Hollandia
- Európa-bajnok: 2017
- Világbajnoki ezüstérmes: 2019
- Algarve-kupa győztes: 2018
- Ciprus-kupa ezüstérmes: 2011[4]

### Egyéni
- FIFA Az év legjobb női kapusa (1): 2019